# Albert Collins

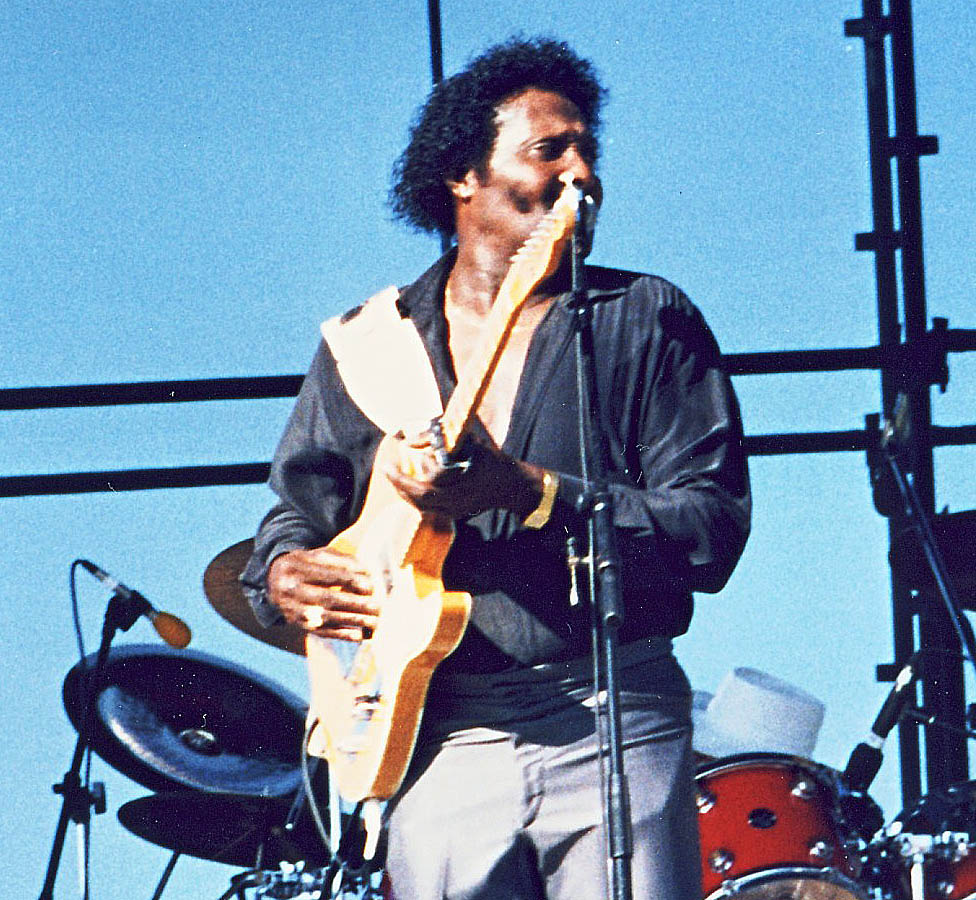
Albert Collins in 1990

Albert Collins (Leona (Texas), 1 oktober 1932 – Las Vegas, 24 november 1993) was een Amerikaanse bluesgitarist en -zanger. Zijn zeer herkenbare gitaargeluid, de zogenaamde cool sound leverde hem niet minder dan drie bijnamen op: The Iceman, The Master of the Telecaster en The Texas Razor.

## Biografie
Albert Collins werd geboren in Leona, Texas als een ver familielid van Sam Lightnin' Hopkins. Op zevenjarige leeftijd verhuisde hij met zijn familie naar Houston, waar hij opgroeide in de Third Ward. Aanvankelijk ging zijn interesse uit naar het orgel, met Jimmy McGriff als zijn grote idool. Op achttienjarige leeftijd schakelde hij over op gitaar.
Collins vormde zijn eerste band in 1952 en was twee jaar later de hoofdspeler in verschillende bluesclubs in Houston. Op het einde van de jaren 50 koos hij als gitaar de Fender Telecaster en ontwikkelde een eigen geluid met onder andere zijn "attack"-vingerstijl. Albert begon op te nemen vanaf 1960 en bracht een hele reeks singles uit, waaronder heel wat instrumentals zoals Frosty. In de lente van 1965 verhuisde hij naar Kansas City.
Vele opnamestudio's in Kansas City waren echter gesloten in de helft van de jaren zestig. Om toch te kunnen opnemen, verhuisde hij dan maar naar Californië in 1967. Nadat hij een optreden had gegeven met Canned Heat introduceerden leden van deze band hem bij Liberty Records. Collins tekende, en gaf zijn eerste lp uit onder Imperial Records, een zusterlabel, in 1968.
Albert verbleef nog vijf jaar in California, waarna hij in 1973 naar Texas verhuisde en er een nieuwe band vormde. Hij tekende bij Alligator Records in 1978. Hij nam Ice Pickin' op en gaf het ook uit. Zeven albums volgden nog onder Alligator Records, voordat hij in 1990 bij Pointblank tekende.
In de jaren 80 en de vroege jaren 90 toerde Collins door de Verenigde Staten, Canada, Europa en Japan. Hij was een populaire bluesmuzikant geworden die een invloed uitoefende op Robert Cray, Debbie Davies, Stevie Ray Vaughan, Jonny Lang, Susan Tedeschi, Kenny Wayne Shepherd en de Nederlandse bluesband Barrelhouse.
In 1993, op het hoogtepunt van zijn carrière, werd er leverkanker bij Albert Collins vastgesteld. Een half jaar later al werd deze ziekte hem op 61-jarige leeftijd fataal.

## Discografie

### Singles
- Freeze/Collins' shuffle (Kangaroo KA-103/104)
- Lonely heart/True love (Great Scott 1008)
- Soulroad/I don't know (Tracie 2003)
- Defrost/Albert's alley (Hall-Way 1795)
- Sippin' soda/Homesick (Hall-Way 1831)
- Frosty/Tremble (Hall 1920)
- Thaw-out/Backstroke (Hall 1925)
- Sno-cone part I/Sno-cone part II (TCF Hall 104)
- Dyin' flu/Hot 'n cold (TCF Hall 116)
- Don't lose your cool/Frost bite (TCF Hall 127)
- Cookin' catfish/Taking my time (20th Century 45-6708)
- Ain't got time/Got a good thing goin' (Imperial 66351)
- Do the sissy/Turnin' on (Imperial 66391)
- Conversation with Collins/And then it started raining (Imperial 66412)
- Coon 'n collards/Do what you want to do (Liberty 56184)
- Frog jumpin'/Get your business straight (Tumbleweed 1002)
- Eight days on the road / Stickin' (Tumbleweed 2020)

### Albums
- 1962 Frosty (Brylen LP 4520)
- 1965 The Cool Sounds of Albert Collins (TCF Hall 8002) - compilatie van eerder uitgebrachte singles
- 1968 Love Can Be Found Anywhere (even In A guitar) (Imperial LP-12428)
- 1969 Truckin' With Albert Collins (Blue Thumb BTS-8) - heruitgave van The Cool Sounds of Albert Collins
- 1969 Trash Talkin' (Imperial LP-12438)
- 1970 The Complete Albert Collins (Imperial LP-12449)
- 1971 There's Gotta Be A Change (Tumbleweed 103)
- 1971 Alive & cool (Red Lightnin' 004) - bootleg
- 1973 Mo;ten Ice (This is Music) - Live recording, Toronto 1973
- 1978 Ice Pickin' (Alligator 4713)
- 1979 Albert Collins and Barrelhouse live (Munich Records 225)
- 1980 Frostbite (Alligator 4719)
- 1981 Frozen Alive (Alligator 4725)
- 1983 Don't Lose Your Cool (Alligator 4730)
- 1984 Live In Japan (Alligator 4733)
- 1985 Showdown (Alligator 4743) - met Robert Cray en Johnny Copeland
- 1986 Cold Snap (Alligator 4752)
- 1991 Iceman (Pointblank VPBCD 3)
- 1993 Collin Mix: His Best (Pointblank 39097) - geen compilatie!
- 1995 Live '92/'93 (Pointblank 40658)
- 2000 Live At The Fillmore West (Catfish 156)
- 2005 The Iceman At Mount Fuji (Fuel2000 061457)

## Videografie
- 2003 The Iceman At Mount Fuji (Varese 061299)
- 2003 In concert: Ohne Filter (Music Video Distributors 6526)
- 2005 Albert Collins: Warner Bros. Classics (Warner Brothers 9086390)

- Bibsys: 1100321
- Biblioteca Nacional de España: XX1553586
- Bibliothèque nationale de France: cb13892642w (data)
- Gemeinsame Normdatei: 134349350
- International Standard Name Identifier: 0000 0000 6309 5431
- Library of Congress Control Number: n82047855
- MusicBrainz: 73b8dddb-ec29-4d11-b449-d97fde73f07b
- Nationale Bibliotheek van Tsjechië: xx0036731
- Nederlandse Thesaurus van Auteursnamen: 073129739
- Istituto Centrale per il Catalogo Unico: UBOV868060
- SNAC: w63n38vz
- Système universitaire de documentation: 088522164
- Trove: 1002930
- Virtual International Authority File: 32182865
- WorldCat: E39PBJc7Wvc8rv6Bg3BJQKCWjC